# Arrondissement d'Altötting
L'arrondissement d'Altötting est un arrondissement ("Landkreis" en allemand) de Bavière (Allemagne) situé à l'est du district ("Regierungsbezirk" en allemand) de Haute-Bavière. Son chef lieu est Altötting.

## Villes et communes
Le nombre d'habitants est indiqué entre parenthèses.
| Villes 1. Altötting (12 733) 2. Burghausen (18 112) 3. Neuötting (8 518) 4. Töging am Inn (9 366) Marchés 1. Marktl (2 695) 2. Tüßling (3 127) Communautés administratives 1. Emmerting (Gemeinden Emmerting und Mehring) 2. Kirchweidach (Gemeinden Feichten a.d.Alz, Halsbach, Kirchweidach und Tyrlaching) 3. Marktl (Markt Marktl und Gemeinde Stammham) 4. Reischach (Gemeinden Erlbach, Perach und Reischach) 5. Unterneukirchen (Gemeinden Kastl und Unterneukirchen) | Communes 1. Burgkirchen an der Alz (10 662) 2. Emmerting (4 061) 3. Erlbach (1 230) 4. Feichten an der Alz (1 219) 5. Garching an der Alz (8 591) 6. Haiming (2 456) 7. Halsbach (907) 8. Kastl (2 653) 9. Kirchweidach (2 280) 10. Mehring (2 228) 11. Perach (1 218) 12. Pleiskirchen (2 330) 13. Reischach (2 616) 14. Stammham (1 061) 15. Teising (1 940) 16. Tyrlaching (1 026) 17. Unterneukirchen (2 977) 18. Winhöring (4 832) |